# 恩任寺
恩任寺（おんにんじ）は、愛知県高浜市青木町2丁目1-33にある真宗大谷派の寺院。山号は石川山。本尊は阿弥陀如来。
衣浦湾に近い高浜市の南西部にある。東側には旧道が通っており、この通りは三州高浜鬼みちのルートにもなっている。

## 歴史
建立年代は不詳。もとは天台宗の寺院であり、西湖山竜現寺と称した。桜井城（現・安城市）の城主である石川信国が出家して親鸞の弟子となり、嘉禎年間（1235年～1238年）に浄土真宗に改宗した。文明13年（1481年）、中興の祖である石川道証が現在の本堂を再建した。
高浜の恩任寺、高取の専修坊、大浜の西方寺は、浄土真宗の「浜の三か寺」と呼ばれた。「浜の三か寺」は「三河三か寺」の末寺という意味を持ち、恩任寺は本證寺、専修坊は上宮寺、西方寺は勝鬘寺の末寺とされる。
2022年（令和4年）から2年間、本堂・山門・太鼓堂・鐘楼などの測量や写真撮影を行う建造物調査が行われている。

## 境内
- 本堂 - 文明13年（1481年）建立。

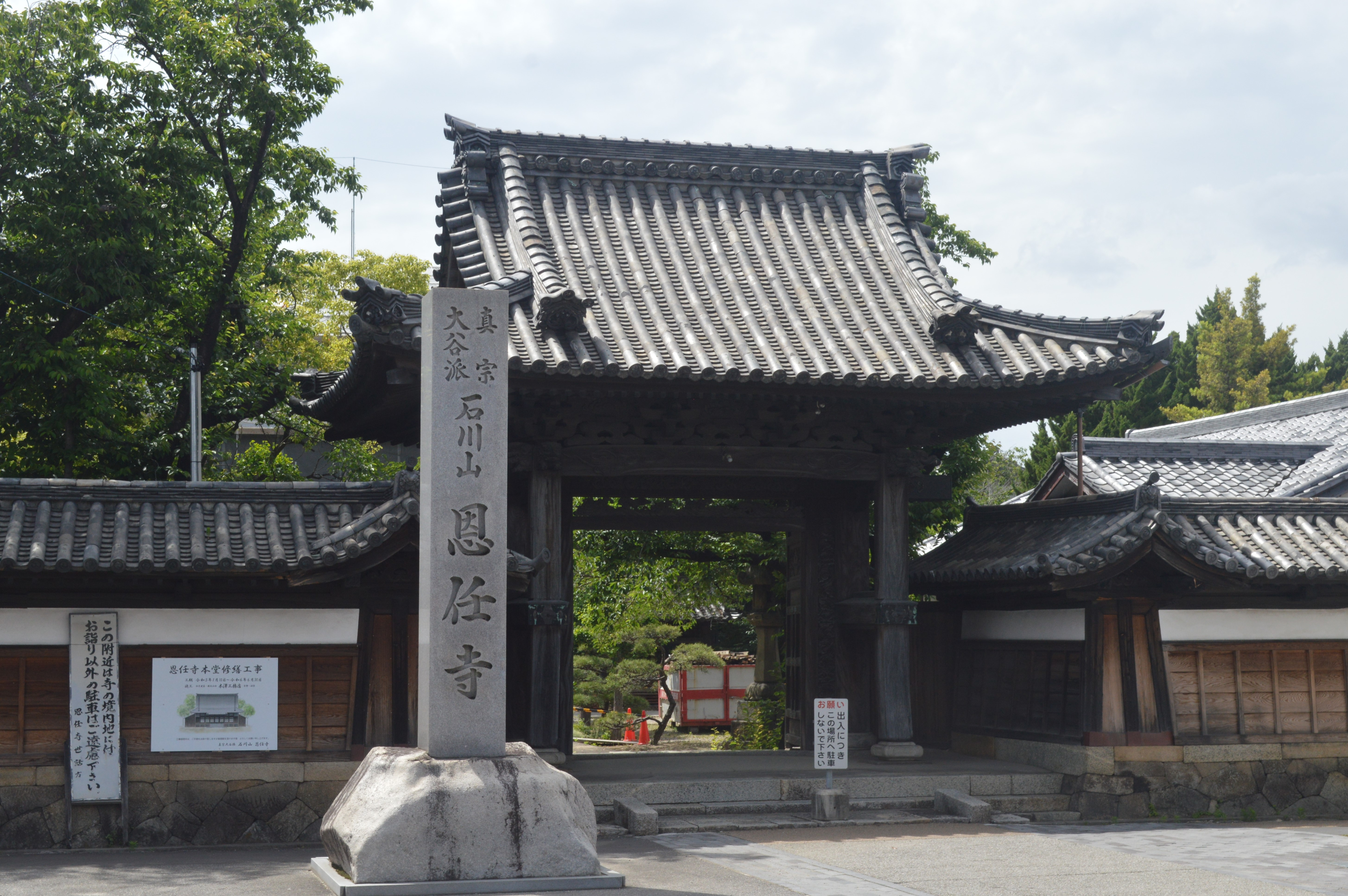
山門

- 山門 - 本瓦葺。下向きの鬼面の鬼瓦があるのが珍しいとされる[6]。恩任寺の家紋は笹林戸紋であるが、12代住職の観嶺の出身家である菅原家の梅鉢紋も用いており、山門の門扉には梅鉢紋の彫刻が見られる[7]。
- 太鼓楼 - 本瓦葺。なお、大浜の西方寺も太鼓堂を有する。
- 鐘楼

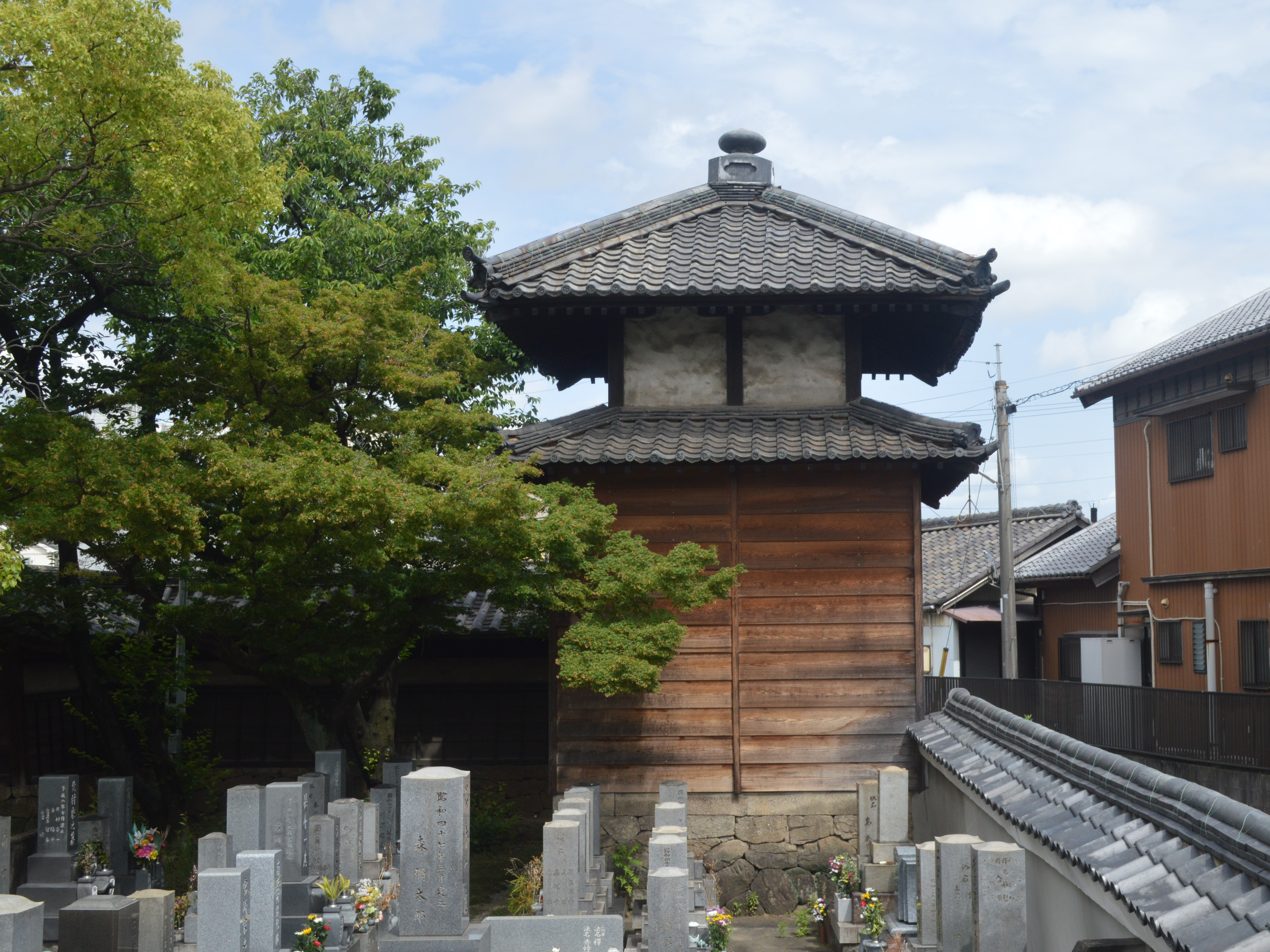
太鼓楼
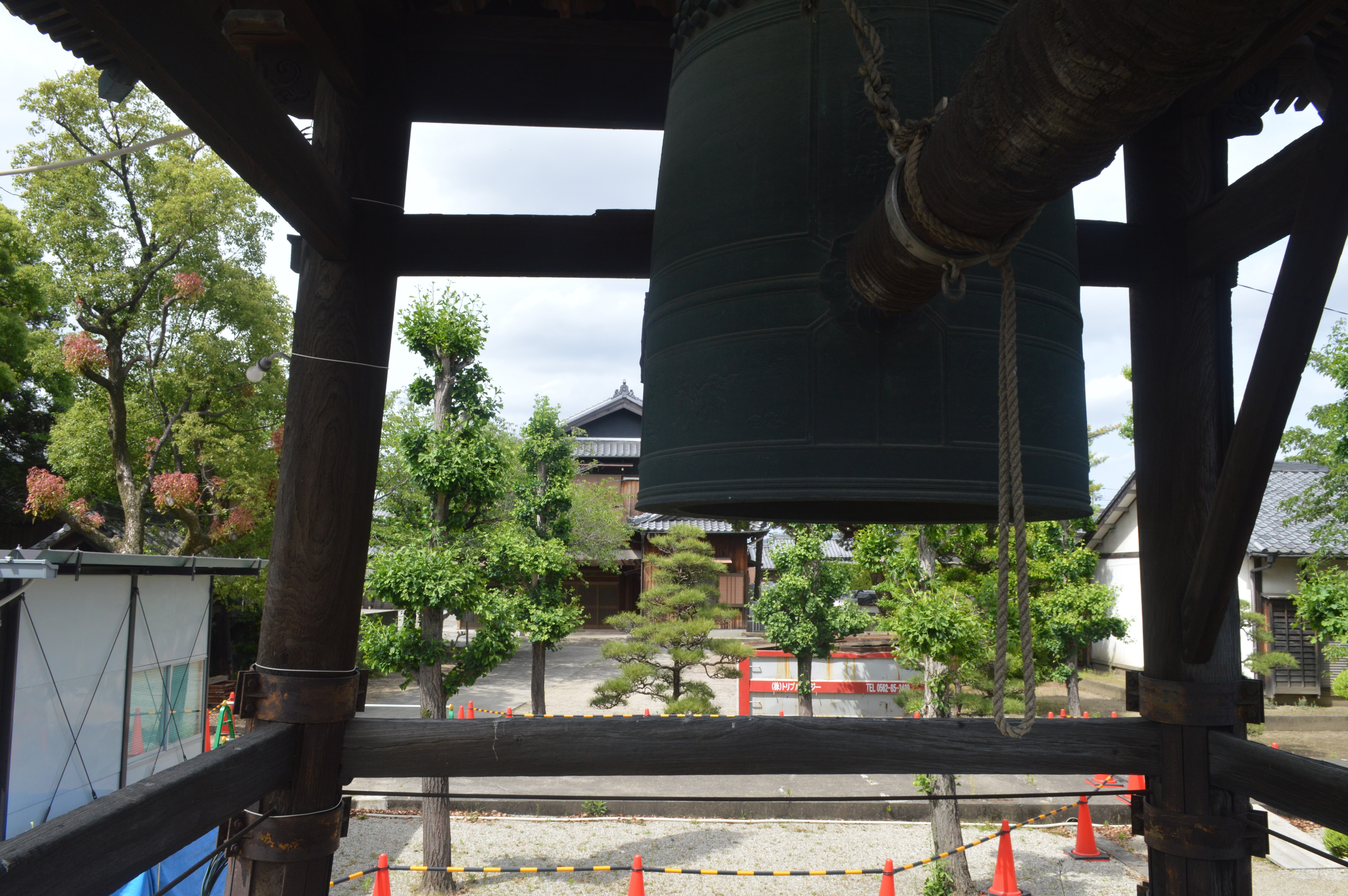
鐘楼
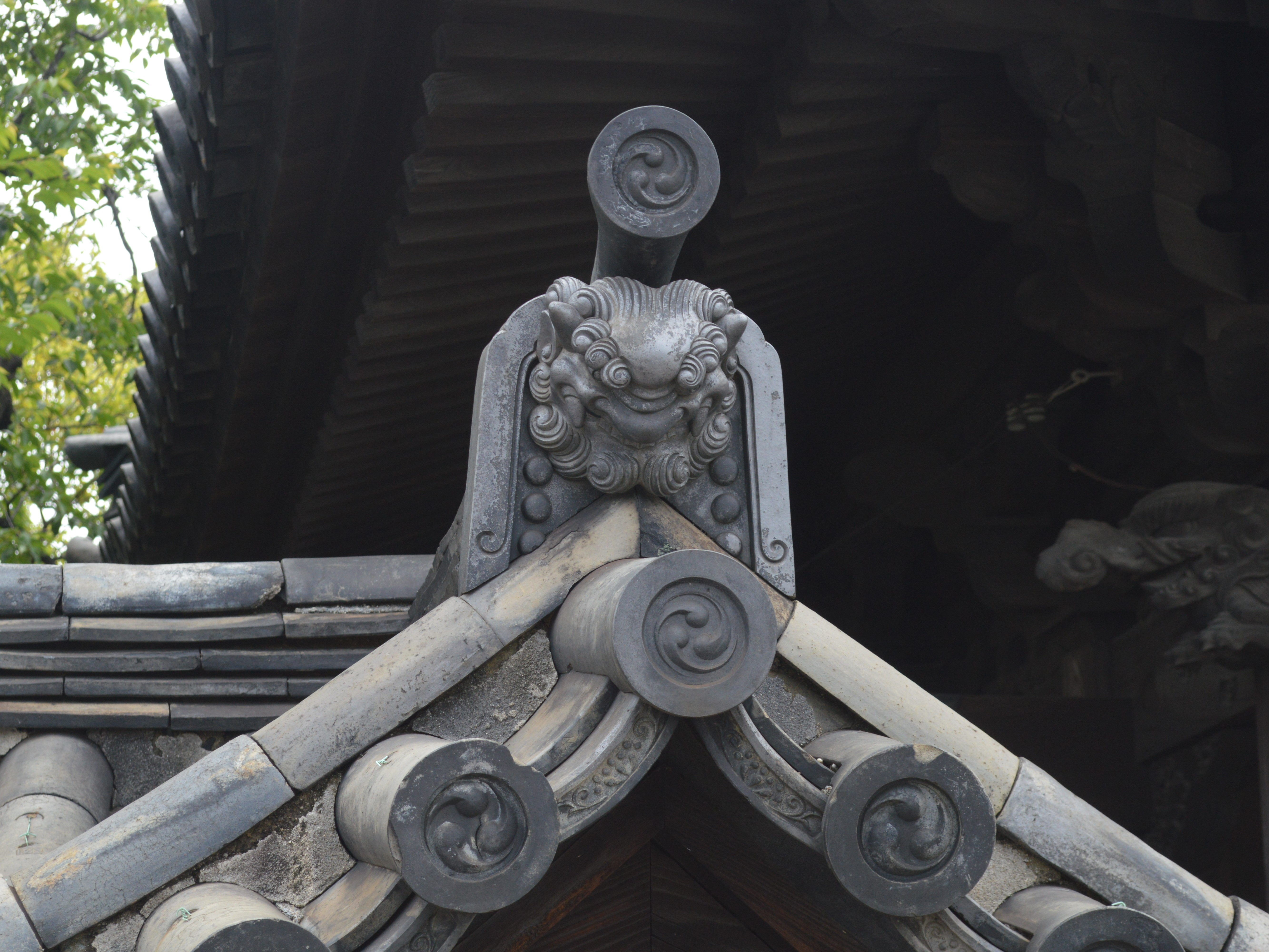
鬼面の鬼瓦

## 文化財

### 市指定文化財
- 木造阿弥陀如来立像 - 一木造、彫眼。平安時代後期とされる[8]。

## 現地情報
所在地
- 444-1325 愛知県高浜市青木町2丁目1-33

アクセス
- 名鉄三河線三河高浜駅から徒歩約10分